# 臓器提供意思表示カード
臓器提供意思表示カード（ぞうきていきょういしひょうじカード）とは、日本の臓器の移植に関する法律に則って、自らの臓器提供に関して意思を表示するための、日本臓器移植ネットワークが発行しているカードである。ドナーカードとも称される。

## 概要

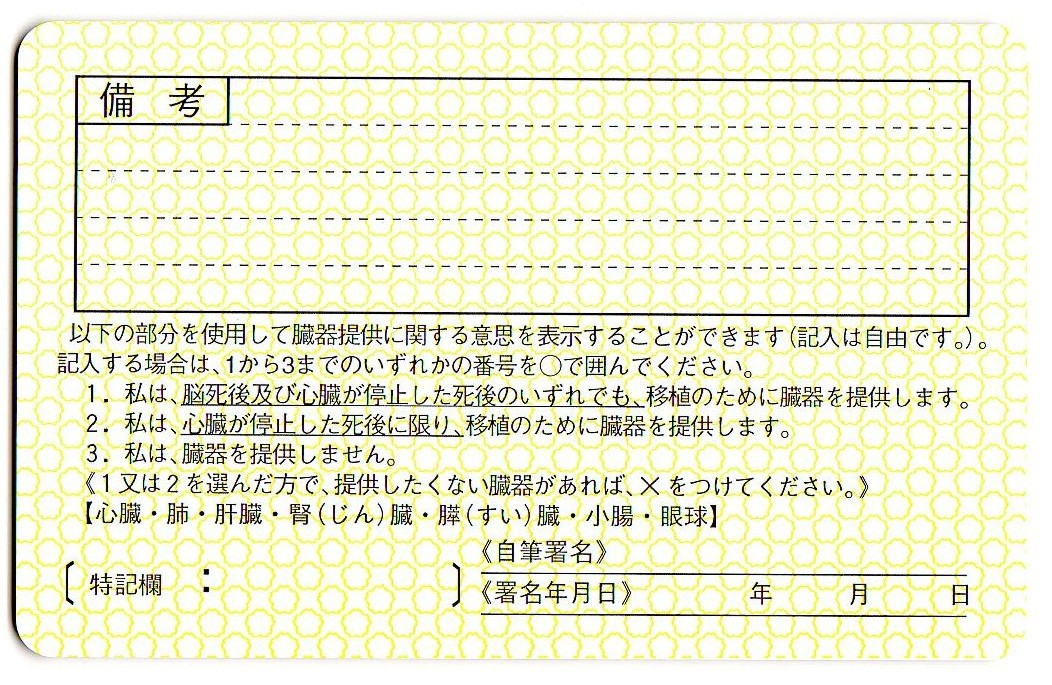
現在発行されている免許証の裏面

脳死判定に従い脳死後に臓器を提供する意思、心臓死後に臓器を提供する意思、あるいは臓器を提供しない意思を表示することができる。健康保険証や運転免許証に貼り付けることができる意思表示シールもある。
日本全国の郵便局、都道府県庁、運転免許試験場、市町村役場、保健所、コンビニエンスストアなどで手に入れることができる。自分で意思表示カードに記載し、財布、運転免許証、健康保険証など共に持ち歩けばよく、特にどこかに届け出をしたり、登録をする必要はない。また同様の文面であれば自作でも効力があるが、形式や文章を変えると場合によっては、無効となるケースもあるので注意が必要。近年では意思表示ができる欄のある保険証があったり、日本臓器移植ネットワークの公式サイトでも、インターネットで意思表示が登録可能になっている。また、2010年（平成22年）10月21日以降に発行される運転免許証の裏面下部には、臓器提供意思を記す欄が設けられている。
2010年（平成22年）7月17日以降は、脳死移植は家族の同意が得られれば、認められるようになった。2010年（平成22年）7月16日までは、脳死移植に関する生前の意思表示は『遺言の一種』であるという解釈から、民法上の遺言可能年齢に準じて15歳以上であれば、記入し所持することにより、意思表示が有効であると認めていた。
日本臓器移植ネットワークの調査によれば、日本で臓器移植法が施行された1997年（平成9年）10月から2007年（平成19年）12月までの10年間に、全国の医療施設で死亡した人で意思表示カードを持っていた人は1397例あり、そのうち脳死による臓器移植は63例行われた。1334例で臓器提供に至らなかった理由は、カードの記載不備などで意思表示が不明確だった事例が376例、脳死判定ができない病院だった事例が475例、家族の同意が得られなかった事例が219例などである。

## 提供可能な臓器

### 脳死
- 心臓
- 肺
- 肝臓
- 腎臓
- 膵臓
- 小腸
- 眼球

### 心臓死
- 腎臓
- 膵臓
- 眼球

## 参考資料
- 相川厚『日本の臓器移植 ー 現役腎移植医のジハード』河出書房新社、2009年。ISBN 9784309244785。